# Якярля
Якярля (фін. Jäkärlä) — район, передмістя та міський район Турку, розташований приблизно за 15 кілометрів на північ від центру міста, неподалік від кордону з Ліето. Повз Якярля проходять автострада на Тампере та залізниця Турку–Тойяла. У населеному пункті Якярля проживає 3665 осіб (станом на 31.12.2011), з яких 3410 мешкають на території Турку, а 255 — з боку Ліето.
Якярля розташована на березі річки Пааттістенйокі, а на південь від неї лежить водосховище Мааріан-аллас. Центр Якярля розміщений на вершині пагорба, навколо якого здебільшого збудовано багатоквартирні будинки. Водночас у Якярля є чимало таунхаузів і приватних будинків, особливо на околицях, таких як Гайху.
Назва «Якярля» (фін. Jäkärlä) походить від імені власника маєтку, що був на цій території — у документах згадується у формах Jäkärä або Jäkärlä. Цю місцевість заселили ще в кам'яну добу. Тут знайдено велику кількість так званої якярлянської кераміки, що представляє окрему, чітко відокремлену гілку ямково-гребінцевої кераміки. Заселення відбувалося в районі колишнього цегельного заводу (Tiilitehdas), де згодом було створено археологічну стежку кам'яної доби. Якярля є одним із перших місць у Турку, де вже в кам'яну добу існувало постійне поселення: коли територія сучасного Турку ще перебувала під водою. Найвища точка Якярля, що розташована в районі Tiilitehdas, уже тоді височіла над рівнем води. Назви місцевости частково походять від цих історичних знахідок.
У Якярля працює школа Якярля, будівлю якої планується демонтувати. Нову будівлю школи заплановано відкрити у 2026 році. Крім того, в районі є магазини, піцерія, молодіжний центр, медпункт (наразі не функціонує), аптека, парафіяльний будинок, спортивне поле та пляж, а також пункти обслуговування Posti та Matkahuolto й автозаправка Neste без персоналу.
Між центром Турку та Якярля курсують автобусні маршрути Föli: лінії 22 і 22C через Юлі-Маарія, а також маршрути 22A, 22B і 82 через дорогу Паймалантіе.

Якярля раніше входила до складу громади Мааріа, але після її приєднання до Турку в 1967 році Якярля стала частиною міста Турку.

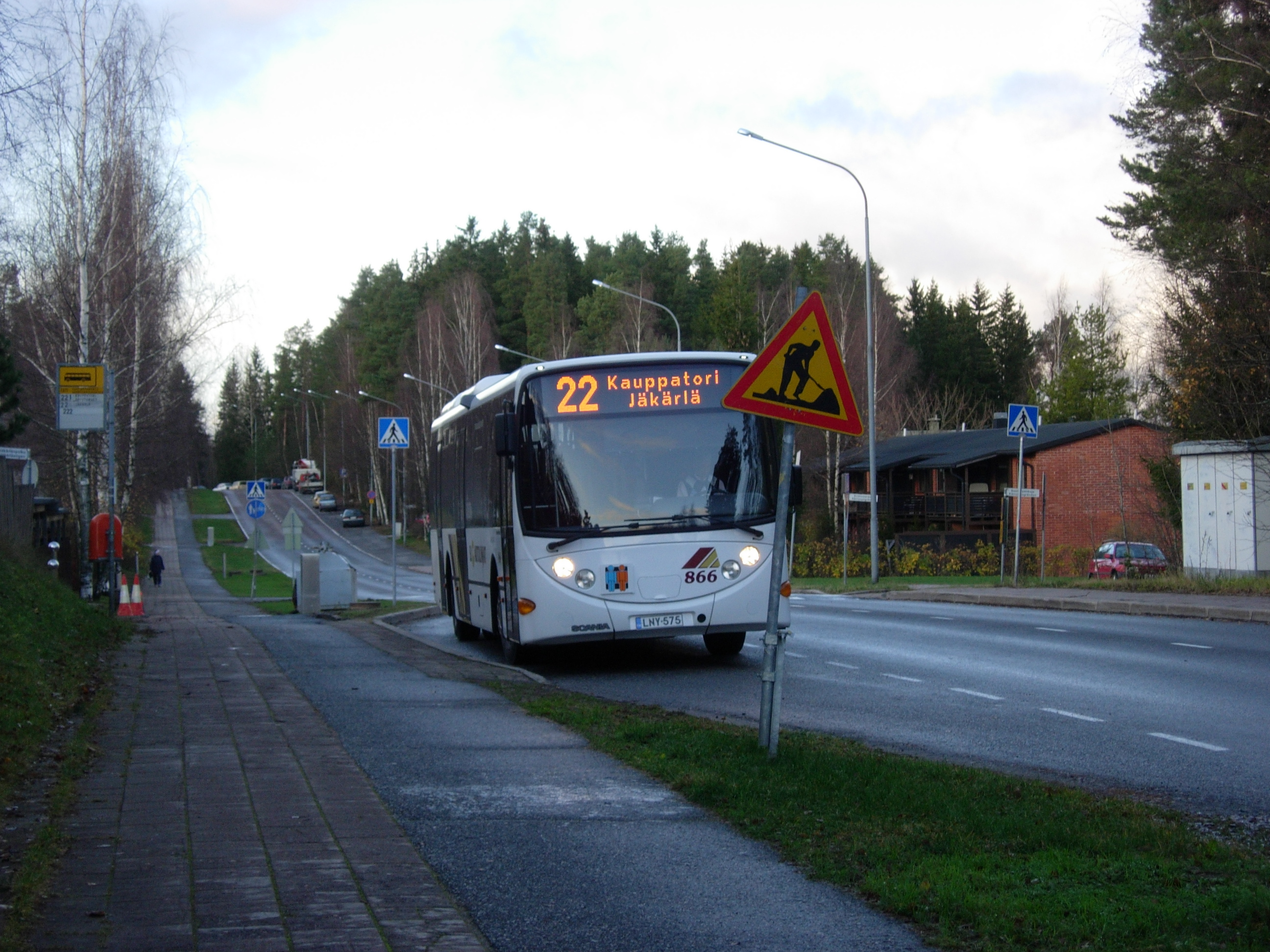
Місцевий автобус Турку 22
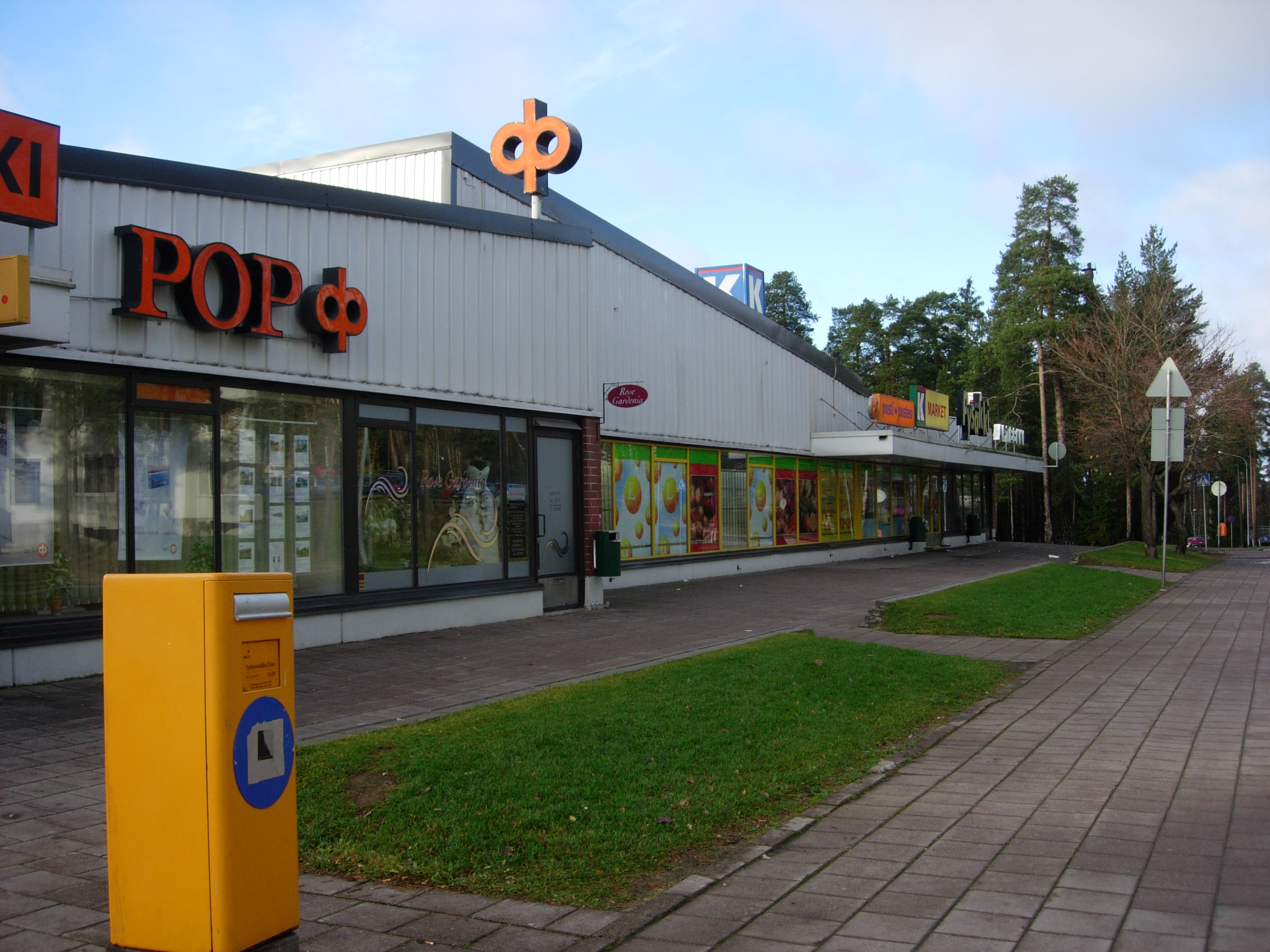
Торговий центр Якярля
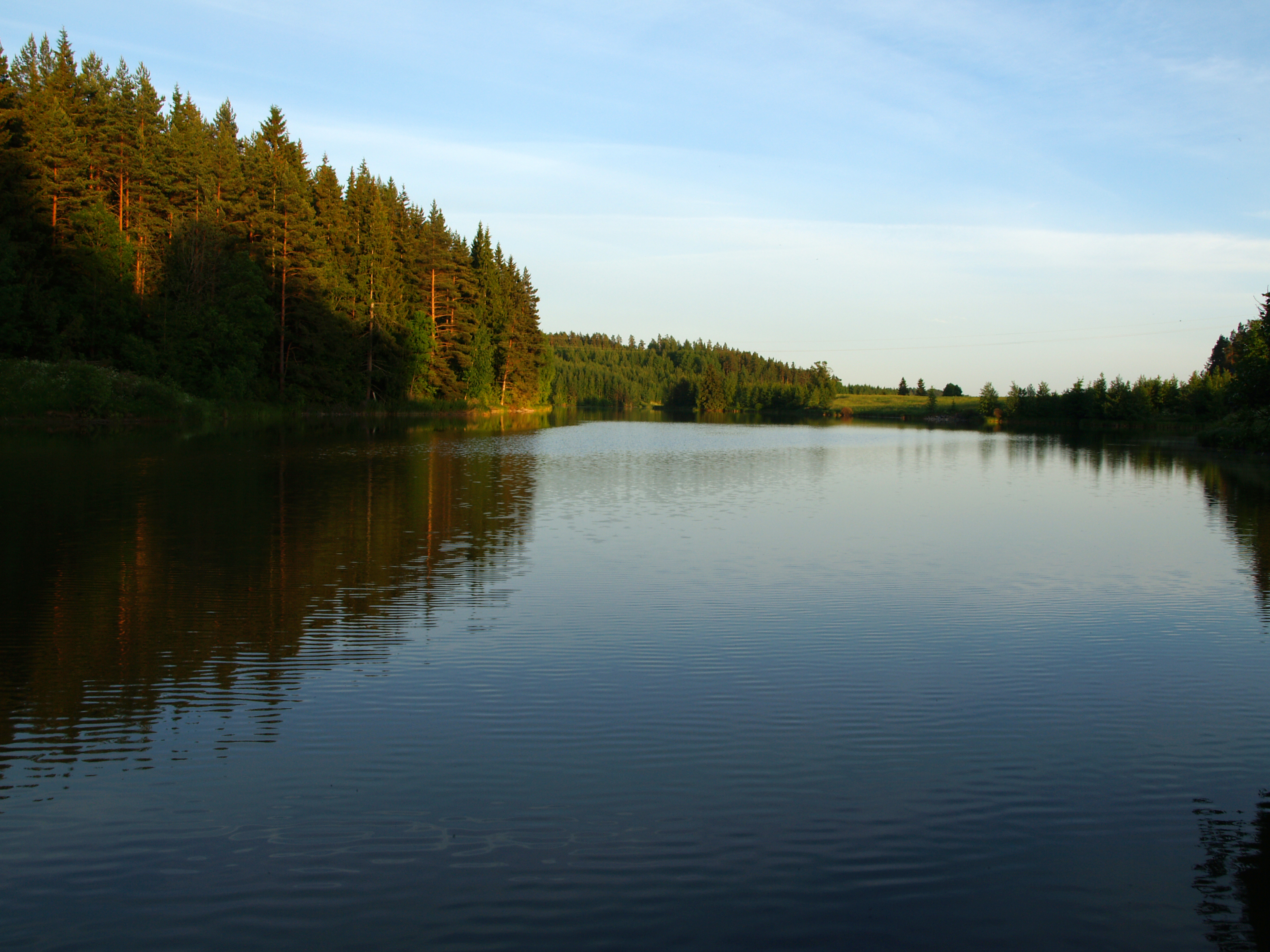
Мааріан-аллас(інші мови)
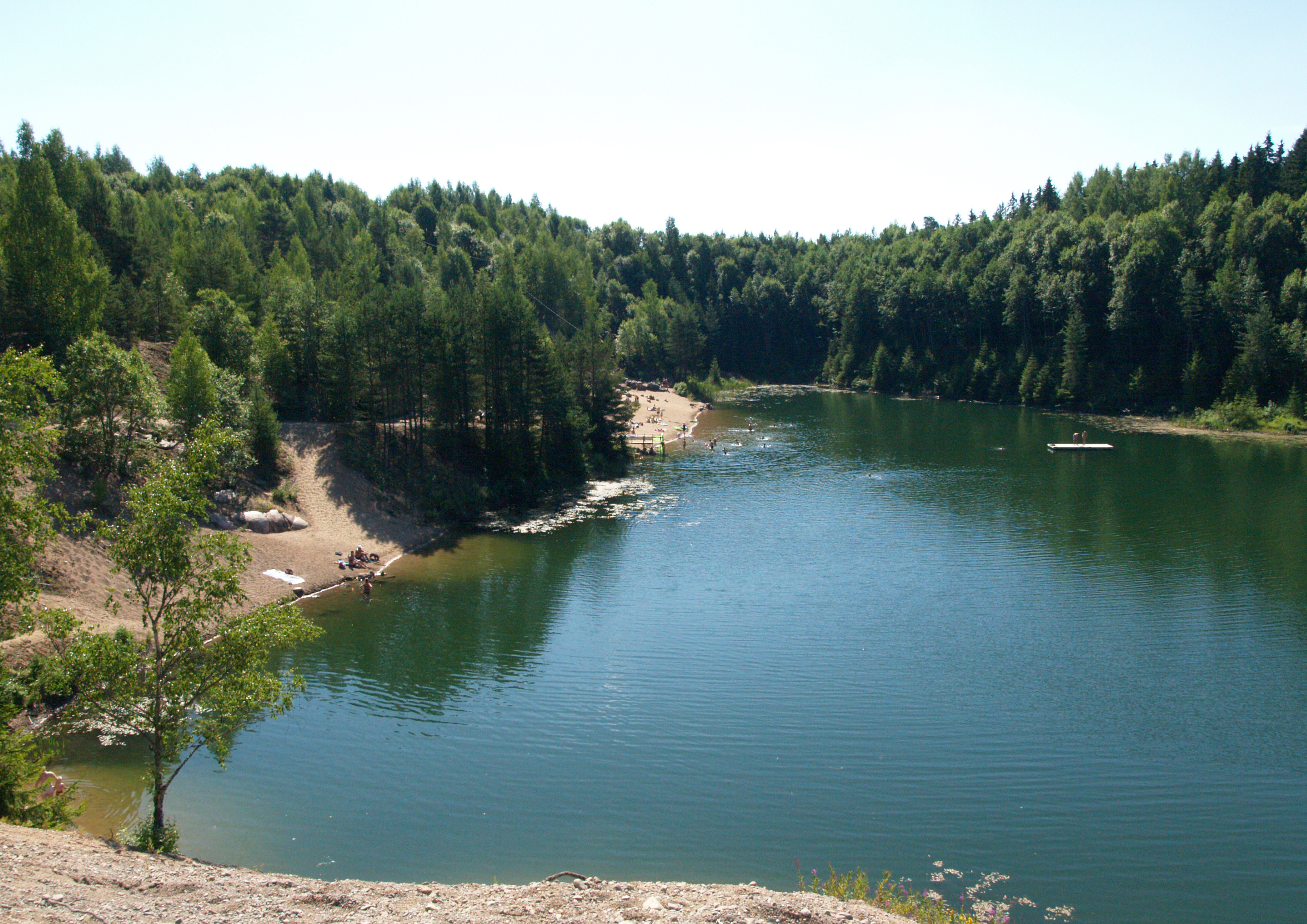
Кар'єр Мааріан